# Umkehrregel

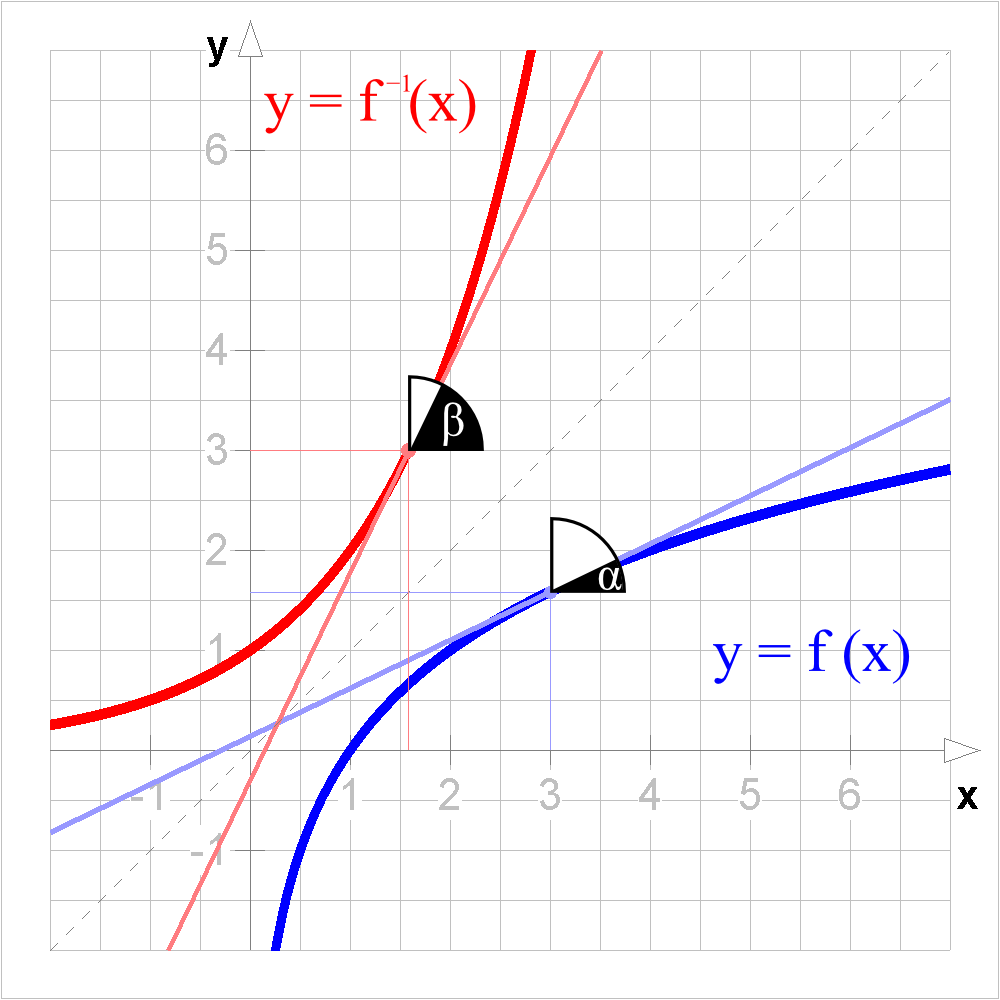

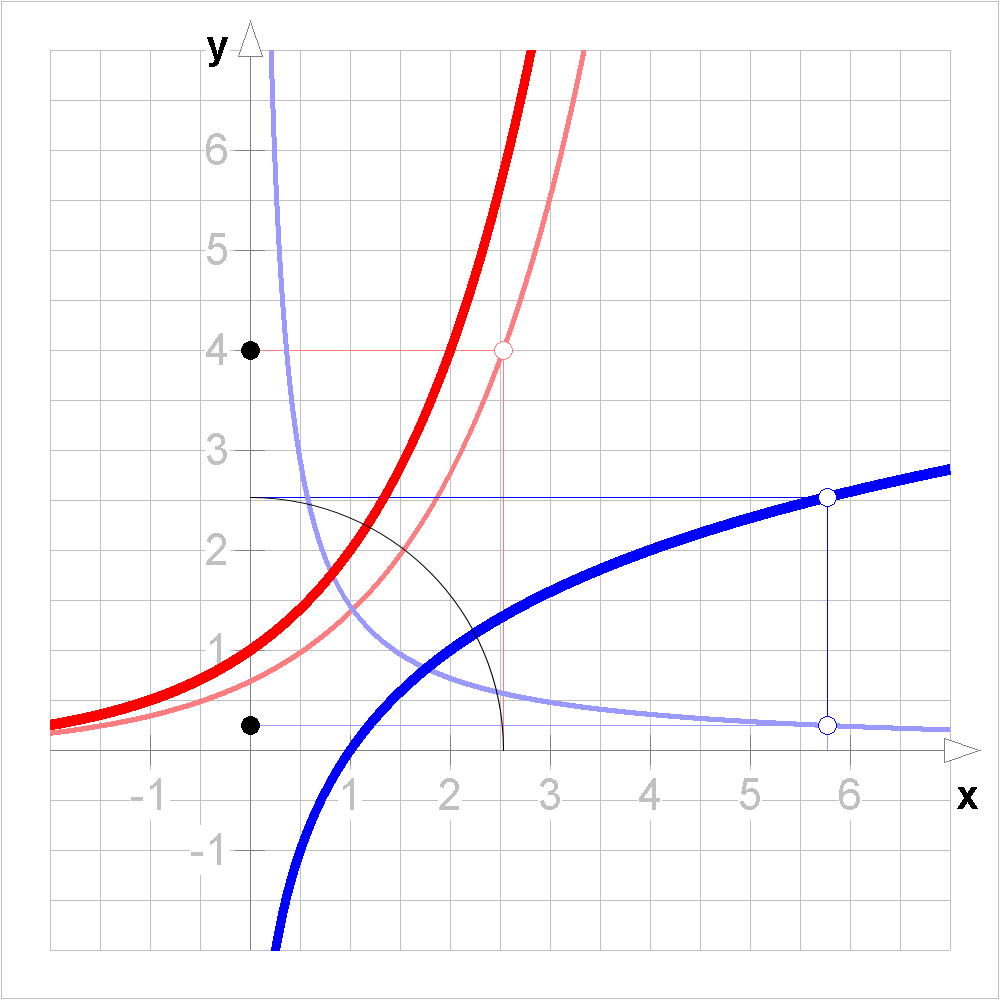

Die Umkehrregel ist eine Formel der Differentialrechnung. Sie besagt, dass für eine umkehrbare (das heißt bijektive) reelle Funktion {\displaystyle f}, 
- die monoton ist,
- die an der Stelle {\displaystyle x} differenzierbar ist und
- dort keine waagerechte Tangente besitzt, d. h. für die {\displaystyle f'(x)\neq 0} gilt,

auch ihre Umkehrfunktion {\displaystyle f^{-1}} an der Stelle {\displaystyle y=f(x)} differenzierbar ist mit Ableitung 
{\displaystyle (f^{-1})'(y)={\frac {1}{f'(f^{-1}(y))}}={\frac {1}{f'(x)}}.}
Die Gültigkeit dieser Gleichung kann man sich gut an einer Skizze verdeutlichen: Die Bildung der Umkehrfunktion entspricht einer Vertauschung der Koordinaten {\displaystyle x} und {\displaystyle y}. Die Graphen der Funktion {\displaystyle f} und ihrer Umkehrfunktion {\displaystyle f^{-1}} sind also zueinander symmetrisch bezüglich der Winkelhalbierenden des I. und III. Quadranten mit der Gleichung {\displaystyle y=x}. Die Ableitung einer Funktion an einer bestimmten Stelle entspricht der Steigung der zugehörigen Tangente, also gleich dem Tangens des Neigungswinkels gegenüber der Waagrechten. Damit erhält man:
{\displaystyle f'(x)=\tan \alpha =\tan(90^{\circ }-\beta )={\frac {1}{\tan \beta }}={\frac {1}{(f^{-1})'(f(x))}}.}
Man findet stellenweise eine im Allgemeinen falsche Variante der Umkehrregel, bei der die Voraussetzung der Monotonie fehlt.

## Beweisskizzen
Die Umkehrregel kann direkt gezeigt werden, indem man den Differenzenquotient
{\displaystyle f'(x)\approx {\frac {f(x+h)-f(x)}{h}}}
dahingehend umformt, dass er zu 
{\displaystyle f'(x)\approx {\frac {1}{\frac {f^{-1}(f(x+h))-f^{-1}(f(x))}{f(x+h)-f(x)}}}}
wird, um anschließend mit {\displaystyle t=f(x+h)-f(x)} zu substituieren.
Man kann unter Nutzung von Monotonie und Stetigkeit von {\displaystyle f} zeigen, dass auch {\displaystyle f^{-1}} stetig ist (betrachte dazu das Bild von {\displaystyle (x-\delta ,x+\delta )} unter {\displaystyle f}, dies ist ein offenes Intervall, das {\displaystyle f(x)} enthält, was sich leicht per Widerspruch zeigen lässt). Deswegen gilt {\displaystyle h\to 0} für {\displaystyle t\to 0} und es folgt
{\displaystyle f'(x)\approx {\frac {1}{\frac {f^{-1}(f(x)+t)-f^{-1}(f(x))}{t}}}={\frac {1}{(f^{-1})'(f(x))}}}
und somit
{\displaystyle {\frac {1}{f'(x)}}\approx (f^{-1})'(f(x)).}
Alternativ ergibt unter Nutzung der Kettenregel die Eigenschaft 
{\displaystyle f\left(f^{-1}(y)\right)=y}
der Umkehrfunktion bei Differenzieren nach {\displaystyle y} auf beiden Seiten der Gleichung ebenfalls die Umkehrregel (mit {\displaystyle f^{-1}(y)=x}):
{\displaystyle f'\left(f^{-1}(y)\right)\cdot \left(f^{-1}\right)'(y)=1.}
Allerdings wird dabei die Differenzierbarkeit von {\displaystyle f^{-1}} an der Stelle {\displaystyle y} schon vorausgesetzt, während sie in der ersten Beweisskizze mitbewiesen wird.

## Beispiele
Die Umkehrfunktion der Exponentialfunktion {\displaystyle y=f(x)=e^{x}} ist der natürliche Logarithmus
{\displaystyle f^{-1}(y)=\ln(y)\,.}
Wegen {\displaystyle f'(x)=e^{x}} gilt also
{\displaystyle \ln '(y)={\frac {1}{e^{\ln(y)}}}={\frac {1}{y}}\,.}
Eine weitere wichtige Anwendung der Umkehrregel sind die Ableitungen der Umkehrfunktionen der trigonometrischen Funktionen. So gilt z. B. für die Ableitung des Arkussinus für {\displaystyle -1<y<1} wegen {\displaystyle \sin '=\cos }
{\displaystyle \arcsin '(y)={\frac {1}{\cos \left(\arcsin(y)\right)}}\,.}
Stellt man den trigonometrischen Pythagoras nach dem Kosinus um, erhält man 
{\displaystyle \cos(y)={\sqrt {1-\sin ^{2}(y)}}}.
Wegen {\displaystyle f(f^{-1}(y))=y} folgt daraus:
{\displaystyle \arcsin '(y)={\frac {1}{\sqrt {1-\sin ^{2}\left(\arcsin(y)\right)}}}={\frac {1}{\sqrt {1-y^{2}}}}\,.}
Analoges gilt für die Ableitungen des Arkuskosinus und des Arkustangens.

## Alternative Formulierungen und Verallgemeinerungen
Fordert man die Stetigkeit der ersten Ableitung von {\displaystyle f}, so genügt bereits die Voraussetzung {\displaystyle f'(x)\neq 0}, da daraus direkt {\displaystyle f'\neq 0} auf einem kleinen Bereich um {\displaystyle x} und daraus wiederum die Existenz der Umkehrfunktion von {\displaystyle f} auf diesem kleinen Bereich folgt (man betrachte dazu die Monotonie von {\displaystyle f}!). Von dieser Grundidee geht man bei der mehrdimensionalen Verallgemeinerung der Umkehrregel, dem Satz von der inversen Abbildung, aus.

### Abweichende Schreibweisen in der Physik und anderen Naturwissenschaften
In der Physik und anderen Naturwissenschaften wird manchmal die leibnizsche Schreibweise mit Differentialen benutzt. Die Umkehrregel nimmt dann die folgende Gestalt an:
{\displaystyle {\frac {\mathrm {d} y}{\mathrm {d} x}}={\frac {1}{\frac {\mathrm {d} x}{\mathrm {d} y}}}.}